# Arkitekter utan gränser
Arkitekter utan gränser eller Architecture Sans Frontières (ASF) är ett internationellt, informellt, oberoende och icke-hierarkiskt nätverk av ideella föreningar. Namnet är inspirerat av organisationen Läkare utan gränser.

## Syfte
Enligt organisationens egna webbplats  är syftet: 
"... att skapa förståelse för den byggda miljöns inverkan på människors liv och på miljön, såväl lokalt som globalt. Vår strävan är att genom vårt nätverk skapa bättre förutsättningar bland människor som bor i slum eller drabbats av katastrofer och att överbrygga ekonomiska eller kunskapsmässiga hindrer för utvecklingen av en säker och hållbar miljö."

## ASF Sverige
ASF Sverige är organiserat i ett dussin arbetsgrupper och ett antal projektgrupper. Därutöver har lokalgrupper bildats i Göteborgstrakten och i Skåne. 
Som medlemsorganisation i ASF International har ASF Sverige skrivit under en 10-punkters lista, den s.k. Hasselt charter, som etablerar en plattform för internationellt samarbete mellan de olika nationella medlemsorganisationerna inom ASF-rörelsen. 

### Arbetsgrupper
- Myndighetspåverkan
- Hemsida
- Infobank
- Ekonomigrupp
- Seminariegrupp (nationell)
- ProBonogrupp
- MFS/Högskolegrupp
- PR- och sponsorsgrupp
- Debattgrupp